# Waterford (Washington)
Waterford az Amerikai Egyesült Államok északnyugati részén, Washington állam Wahkiakum megyéjében elhelyezkedő önkormányzat nélküli település.
Waterford postahivatala 1874 és 1911 között működött.